# Hospital Foch

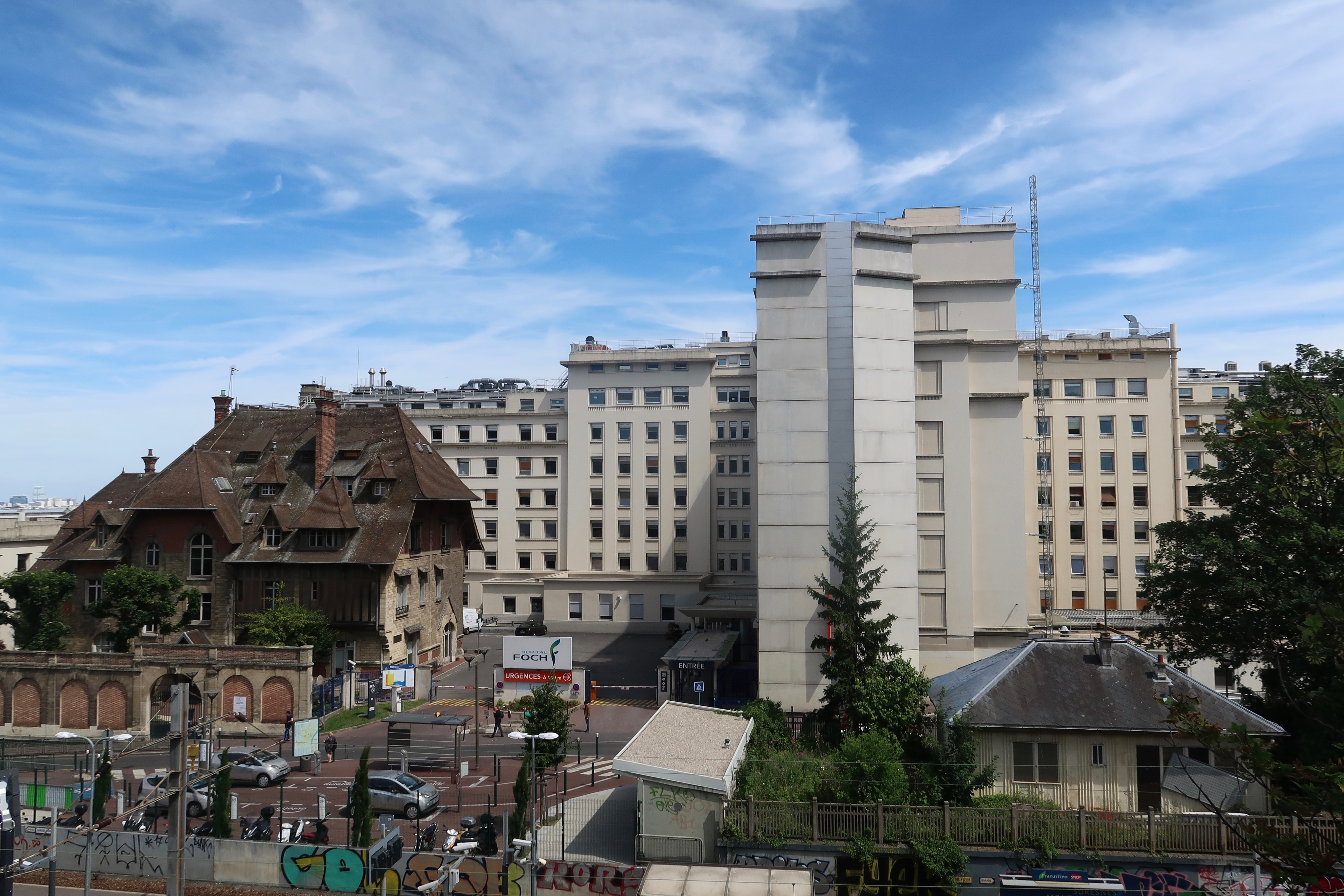
Entrada do Hospital Foch

O  Hospital Foch ou Foch (em francês,  Hôpital Foch) é um hospital de Suresnes, na França.
Parte do Établissement de santé privé d'intérêt collectif e um hospital de ensino da Universidade de Versalhes Saint Quentin en Yvelines, é um dos maiores hospitais da Europa.